# 菰池

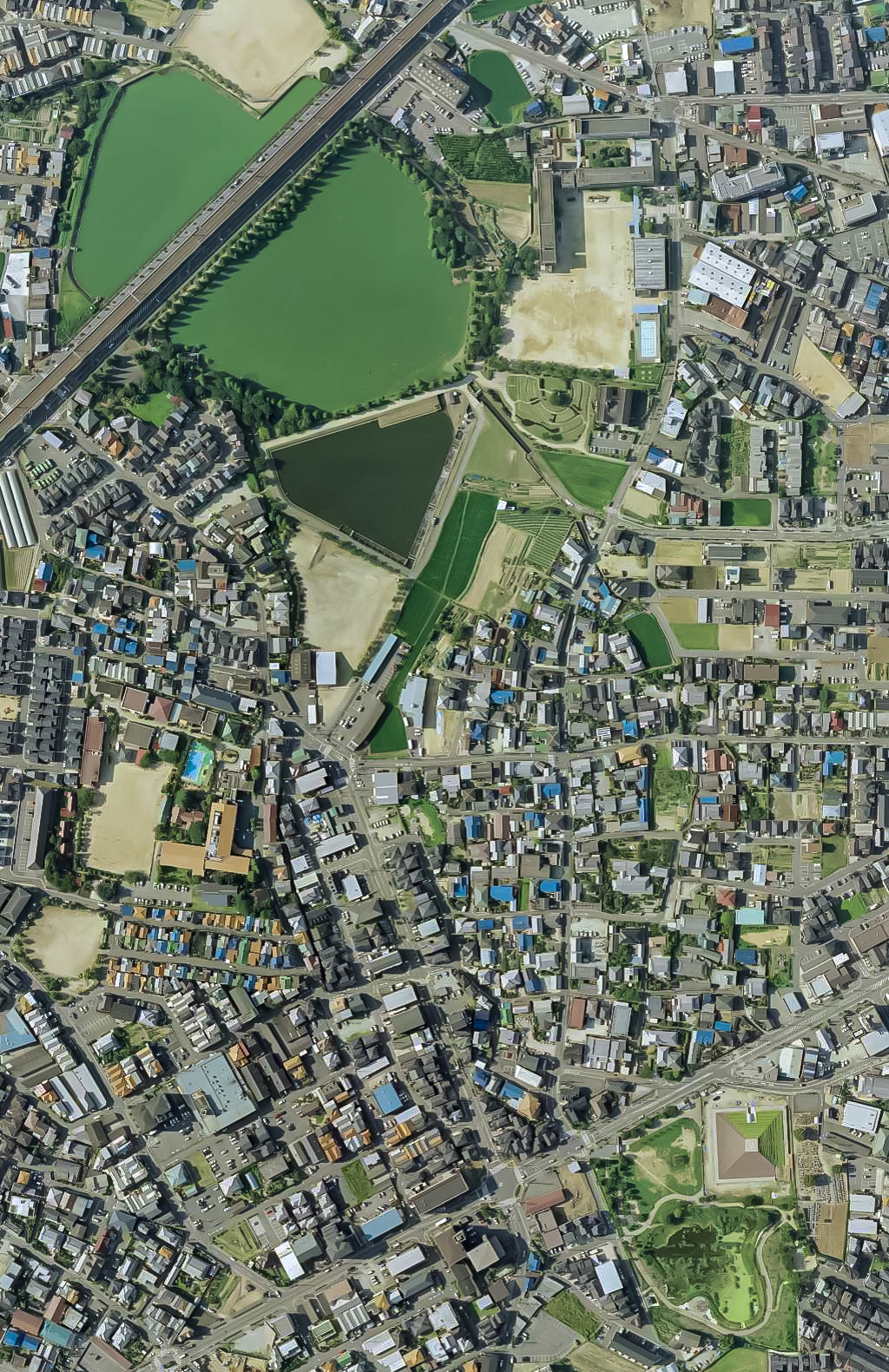
左上方に菰池（右）と下池（左）、右下方に土塔。
空中写真（2007年）

菰池（こもいけ）は、大阪府堺市中区土塔町にあるため池である。奈良時代に行基が、農業（灌漑）用水を貯めるために、谷をせき止めて作った薦江池（こもえいけ）であると考えられている。菰池の名称の由来は池の周りに菰の木が多数生えていたため（現在は一本も生えていない）

## 概要
菰池は、大野寺や土塔とともに行基が築造した「薦江池（こもえいけ）」であると考えられている。現状は、菰池と隣接する下池の間に、道路と南海電車が通り分断されているが、かつては中堤のある重ね池で、規模も現状よりも相当大きく、かつては水質も良好であった。

## 水質問題・整備事業
昭和30年代ごろまでは水質もよく、子供が遊泳することもあり事故も起きていた。しかし昭和40年代に入ってから周辺地域で急速な宅地開発が進むが、下水道の整備がされておらず、池に大量に生活排水などが流入、昭和50年代になってから生活排水、工場排水による池の富栄養化が進んだ。また観賞魚の水槽に用いられる外来種のホテイアオイが、不法投棄、もしくは生活排水に混ざり流入したため、大繁殖し池一面を覆うこととなった。ホテイアオイは冬期に枯れて池底に沈み、腐敗すると表面に浮遊し、メタンガス、およびコバエの発生源となった。そのことで水中の酸素濃度が減少し魚が大量死し悪臭が発生する悪循環となった。1983年（昭和58年）に、堺市によりホテイアオイの撤去処分が行われたが、池底に大量のヘドロが蓄積し、根本解決に至らなかった。1985年（昭和60年）にヘドロの処分が開始されるが、大量のヘドロを処分するには膨大な費用がかかるため、ヘドロをセメントで固化し、それを使用することで池の南端の一部を埋め立て、土塔町菰池グラウンドが整備された。
1980年代に池の一部を埋め立て、堺市立東百舌鳥小学校の敷地を広げグラウンドや校舎増築を行ない、堺市立中央図書館東百舌鳥分館、堺市立東百舌鳥公民館なども建設している。その後、池周囲への遊歩道や植栽などの環境整備も行われた。

## 歴史
- 1970年代 - 隣の「下池」と菰池の間に東西に伸びる泉北高速鉄道（高架線路）と道路が建設される。
- 1982年（昭和57年） - 外来の水草・ホテイアオイが、池全体を覆い尽くす。
- 1983年（昭和58年） - ホテイアオイが原因で、池の底にヘドロが蓄積され、悪臭と小バエが発生したため、ホテイアオイの除去。
- 1985年（昭和60年） - ヘドロを除去する工事を開始。
- 1990年（平成2年） - 菰池基盤整備事業の終了[3]。
- 1994年（平成6年） - 堤体改修、遊歩道、植栽などの整備終了にともない、菰池環境整備事業も終了[3]。

## データ
- 満水面積 50300 m2
- 堤高：6.2 m
- 堤長：145 m
- 貯水量：10500 m3
- 修景護岸：1119 メートル
- 花卉農園：3520 m2
- せせらぎ水路：120 m（2か所）
- 多目的広場：16000 m2
- 植栽（高木：800本、低木：12800株）
- 水質浄化施設（接触酸化水路：160 m、栽培池：8000 m2）
- 遊歩道：1180 m